# Guitar
 Denne artikel bør gennemlæses af en person med fagkendskab for at sikre den faglige korrekthed.

Guitaren er et knipset strengeinstrument normalt med seks strenge, men fire, syv, otte, ni, ti eller 12 (dobbeltkor) findes også. Den oprindelige form er akustisk med en krop, der danner resonansbund for strengenes vibrationer. Med elektronisk forstærkning har guitaren fundet stort set universal anvendelse og har dermed opnået en dominerende position indenfor flere genrer.
Guitaren er anerkendt som et vigtigt instrument i jazz, blues, bluegrass, rock, heavy metal og popmusik, men også kompositionsmusikken har en væsentlig tradition for guitaren som afløser for lutten i populær og dansemusik, senere salonmusik for endeligt at blive introduceret som soloinstrument i begyndelsen af 1900-tallet af Andrés Segovia.
Guitaren består af en krop, en hals og et hoved. Strengene er udspændt imellem krop og hoved over stolen, som er placeret på kroppen, og sadlen, der befinder sig imellem hals og hoved. Med de normale seks strenge kan der frembringes op til seks toner ad gangen, og tonehøjden bestemmes (på en almindelig højrehåndet guitar) ved venstre hånds fingres placering op ad de metalbånd halsen er udstyret med. 
De fleste guitarer er fremstillet af forskellige træsorter med strenge af nylon eller stål. Den vigtigste del af den akustiske guitar er dækket, der som regel er fremstillet af gran. De øvrige dele er mere eller mindre dekorative, men f.eks. skal gribebrættet være slidstærkt, og derfor vælger man ofte palisander. På den elektriske guitar er det tilsvarende kvaliteten af pick-upperne der spiller en afgørende rolle.

## Historie
Guitarens historie har rødder tilbage til mindst 2.000 år. f.kr. Der findes figurer fra Egypten som forestiller kvinder, der spiller på guitarlignende instrumenter.
Betegnelsen "guitar" kommer muligvis fra Spanien eller fra det persiske ord "Gui-Tar" det betyder "Halvcirkel og strenge." Det kan også stamme fra det differentierede arabiske ord "Qitara" der var navnet på et instrument, der blev bragt til Spanien i det 10. århundrede[kilde mangler]. 
Den første gang guitaren optræder i historie på skrift er i 1500-tallet.
Den elektriske guitar blev opfundet af Adolf Rickenbacker i samarbejde med George Beauchamp og Paul Berth i 1931. Humbucker-pick-uppen blev opfundet af Seth Lover fra Gibson.

## Konstruktion

### Hals
Guitarens hals (en: neck, es: mastil) består af to dele. Den ene del er det bærende stykke træ, der forbinder kroppen med hovedet. Denne del skal optage kræfterne fra strengene, men må ikke være for tung. Det er vigtigt, at halsen er stabil, så man ikke skal stemme guitaren om hele tiden. Derfor benyttes en let, men stærk træsort, f.eks. cedertræ.
Den anden del af halsen er et hårdt træstykke kaldet gribebrættet (en: fingerboard, fretboard, es: diapasón), der er limet på forsiden af det bærende stykke. Under spillet trykkes strengene ned mod gribebrættet, hvilket giver et stort slid. Derfor vælges her en slidstærk træsort som ibenholt eller palisander. 
Gribebrættet er forsynet med tværgående metalbånd (en: frets, es: trastes).
På klassiske guitarer og flamencoguitarer er halsen tappet på kroppen. På dette sted går halsen helt tilbage til guitarens ryg i det træstykke, der kaldes hælen (en: heel, es: tacón). Halsens længde og placering er normal tilpasset, så 12. bånd flugter med kroppens yderside.
På andre guitartyper kan man finde andre metoder til fastgørelse af halsen:
- Bolt-on
- Neck-thru-body

### Krop
Vigtigheden af guitarkroppens konstruktion afhænger af, om man har med en elektrisk eller akustisk guitar at gøre. Den akustiske guitar behøver det store resonanskammer, fordi det er her lyden bliver underbygget og forstærket. Men på en elektrisk guitar foregår opfangelse af lyden, og eventuel forstærkelse, via pick-up'erne og forstærkeren. Træmaterialet har omend indflydelse på både akustiske og elektrisk lyd, og fælles for begge typer er også at deres sustain afhænger af bl.a. materiale og måden hvorpå gribebrættet er sat fast på kroppen.

## Notationer
- Noder
- Akkorder
- Tabulatur eller tabs

## Toneomfang & stemning

### Toner
En tone på en guitar bestemmes ud fra strengens relative længde. Det betyder, at i det du trykker strengen ned i et bånd på guitaren "forkortes" længden og tonen bliver lysere. Strengene er i forvejen spændt op mellem guitarkroppen og op langs gribebrættet. Hvor kraftigt de er stramt op er bestemmende for hvad tone strengen er stemt i. Har du en streng, der er stemt i tonen E, og trykker en finger ned i bånd to, ændres den relative længde af strengen og tonen bliver til F#.

### Stemning
Guitaren stemmes normalt i tonerne 

E, A, D, G, H, e 

fra henholdsvis øverste streng til den nederste. 
I praksis tager man udgangspunkt i A-strengen som stemmes efter en stemmegaffel eller fløjte. De øvrige strenge stemmes ud fra denne ved at sammenligne først E-strengen med en finger i 5. bånd osv.
En anden, mere præcis metode, er flageolet-stemning, der har den fordel at begge strenge kan klinge imens der justeres. Flageoletter på E-strengen, 5. bånd og A-strengen 7. bånd skal fx give samme tone.
For begynderen findes også fløjter og elektroniske instrumenter (tunere), der direkte giver de seks toner og endda visuelt kan indikere om en streng skal stemmes op eller ned. Man kan oftest indstille tunere til at stemme efter frekvens, hvoraf 440 Hz svarer til kammertonen A.

### Alternative stemninger
Som standard stemmes en guitar i E-A-D-G-B-e, hvilket skal læses fra den øverste/nederste streng og opefter.
Men eftersom alle strengene kan stemmes i, i alt, 12 forskellige toner (inkl. #- og b-toner) findes der en lang række. Herunder følger en liste over udbredte alternative måder at stemme sin guitar på.
- Baritone
- D mol
- DADGAD (også kaldt Drop DD)
- Drop C
- Drop D
- Eb
- Open D
- Open E
- Open G

Der findes naturligvis mange flere, og nogle går også under andre navne.

## Teknikker
Der findes en del guitarteknikker. Disse bruges til at "krydre" den sang man spiller og når de bruges rigtigt, kan de lyde som meget andet end en guitar. Nogle af de mest almindelige teknikker er:
- Palm Muting
- Bend
- Hammer on
- Pull-off
- Slide

### Plekter
Man kan bruge et plekter til at frembringe en klarere og kraftigere lyd, end fingrene. Plektre findes i mange forskellige tykkelser fra typisk ca. 0,5 millimeter til 1 millimeter – men kan også findes med både mindre og større tykkelse. Valg af plekter og tykkelse er en smagssag.

## Akustisk guitar
Akustiske guitarer består af et hulrum, resonanskammeret. Uden dette hulrum ville der næsten ikke fremkomme nogen lyd ved anslag af en streng. Hele dette område kaldes for guitarens krop. Både det træ den er fremstillet af og formen har indflydelse på lyden. Der findes to typer akustisk guitar: klassiske guitarer er kortere, har et bredere gribebræt, og nylon-strenge, hvorimod en western guitar er lidt længere, har et tyndere gribebræt, og benytter strenge af stål eller andet metal. Den lange "hals" guitaren har på kroppen kaldes gribebrættet. Ude i enden af gribebrættet er typisk seks stemmeskruer.

## Halvakustisk guitar
En halvakustisk, eller hollow-body guitar kan ligesom en elektrisk guitar sættes til forstærker, men har også ligesom en akustisk guitar et hulrum til at forstærke lyden, så den også kan høres uden forstærker sat til. Den har sin fordel ved at lyden har mere sustain, hvilket betyder at tonen holder længere. De halvakustiske guitarer er for det meste noget tungere end de normale elektriske guitarer, men til trods for at de er halvakustiske guitarer giver de ikke nogen dårligere lyd end akustiske eller elektriske guitarer, der er det kvaliteten det kommer an på.
En Akustisk guitar med indbygget mikrofon, kaldes af og til fejlagtigt for "halvakustisk" men hedder rettelig en "akustisk/elektrisk guitar"
Hollow-body guitarer er især benyttet i jazz musikken hvor de ofte også er kendt som "jazz guitarer".

## Elektrisk guitar
En elektrisk guitar har i modsætning til den akustiske guitar ikke "brug" for det hulrum der frembringer lyden. På en elektrisk guitar sidder der gerne 1-3 pick-up'er, der opfanger vibrationerne for strengene og sender disse ud til en forstærker, der på den måde kan forstærke lyden. Mange elektriske guitarer har en omskifter til at vælge pick-up, da de hver især lyder forskelligt. Guitarens opbygning er bortset fra det grundlæggende det samme. Ligesom ved den akustiske guitar har det træ, guitaren er bygget af, også en lille indflydelse på lydens kvalitet. Mange mener dog, at træsorten som bliver brugt i gribebrædtet, hvor man placerer fingrene, har en indflydelse på hvordan det føles at spille på. Der bliver ofte brugt sorter som f.eks. kirsebær, ahorn eller ibenholt. 
Mange vælger også, at forvrænge lyden på en elektrisk guitar ved hjælp af en distortion effekt-pedal, der får lyden til, at "knase"/forvrænge. Dette er meget bredt anvendt i rock og heavy metal. Udover distortion findes der et stort antal effekter til elguitarer, f.eks. reverb (rumklang), delay (ekko), phaser (lyden bevæger sig i "cirkler"), chorus (lyden modulerer i et lille interval mellem stemt og ustemt), wah-wah (som gengiver et vokalagtig svingende tone, kontrolleret med en fodpedal – gjort populær af bl.a. Jimi Hendrix), flanger (snurrende rå lyd, som et lettende fly) m.fl. De findes ofte i form af små pedaler som sættes mellem guitaren og forstærkeren, og får strøm fra enten et batteri eller en strømforsyning. Effekterne skal naturligvis høres for den fulde forståelse.
Brugen af effekter startede i den analoge tidsalder. Med de digitale muligheder er antallet øget betragteligt. Nogle musikere anvender helst analoge effekter med den overbevisning at de digitale "stjæler" lyden.

## Resonator Guitar
En dobro (resonator guitar) er en guitar med en kegleformet resonator, der forstærker lyden meget. Resonatoren er en letmetalkegle som sidder inde i guitaren, den har samme form som membranen på en højttaler. Den omtales nogle gange som "hjulkapsel" grundet den runde metalplade der sættes udenpå resonator keglen. Strengene hviler på et leje så både guitarens krop og resonatorkeglen svinger med når en streng ansloåes. Den udvikledes af de Slovakisk-Amerikanske brødre Dopyera omkring starten af det 20. århundrede med henblik på især jazz og gademusikere. Allerede tidligt var den populær blandt bluesmusikere, der brugte et rør af glas eller metal til at holde tonerne på strengene i stedet for fingrene, kaldet slide guitar. Historisk set henvendte dette instrument sig til banjospillere, som kunne få et instrument med høj volumen og lidt mere avancerede muligheder hvad angår harmonik. Man kan med en vis ret kalde Dobroen for en forløber for den elektrisk guitar

## Fabrikanter
Der findes en del guitarfabrikanter, men enkelte skiller sig ud. Nogle af de mere kendte er:
- Fender
- Gibson
- Epiphone (ejet af Gibson)
- ESP
- Ibanez
- Gretsch
- Yamaha

## Signature Models
Til ære for de største guitarister fremstiller de fleste større fabrikanter såkaldte signature modeller. Disse har som regel et specielt design og/eller nogle specielle specifikationer, ofte efter guitaristens eget ønske. Signature models er udbredte blandt fans, men bruges som regel også af kunstneren selv og nogle gange også af andre kunstnere.